# Prionolabis nigronitida
Prionolabis nigronitida är en tvåvingeart som först beskrevs av Edwards 1921.  Prionolabis nigronitida ingår i släktet Prionolabis och familjen småharkrankar.
Artens utbredningsområde är Taiwan. Inga underarter finns listade i Catalogue of Life.